# ポテロング

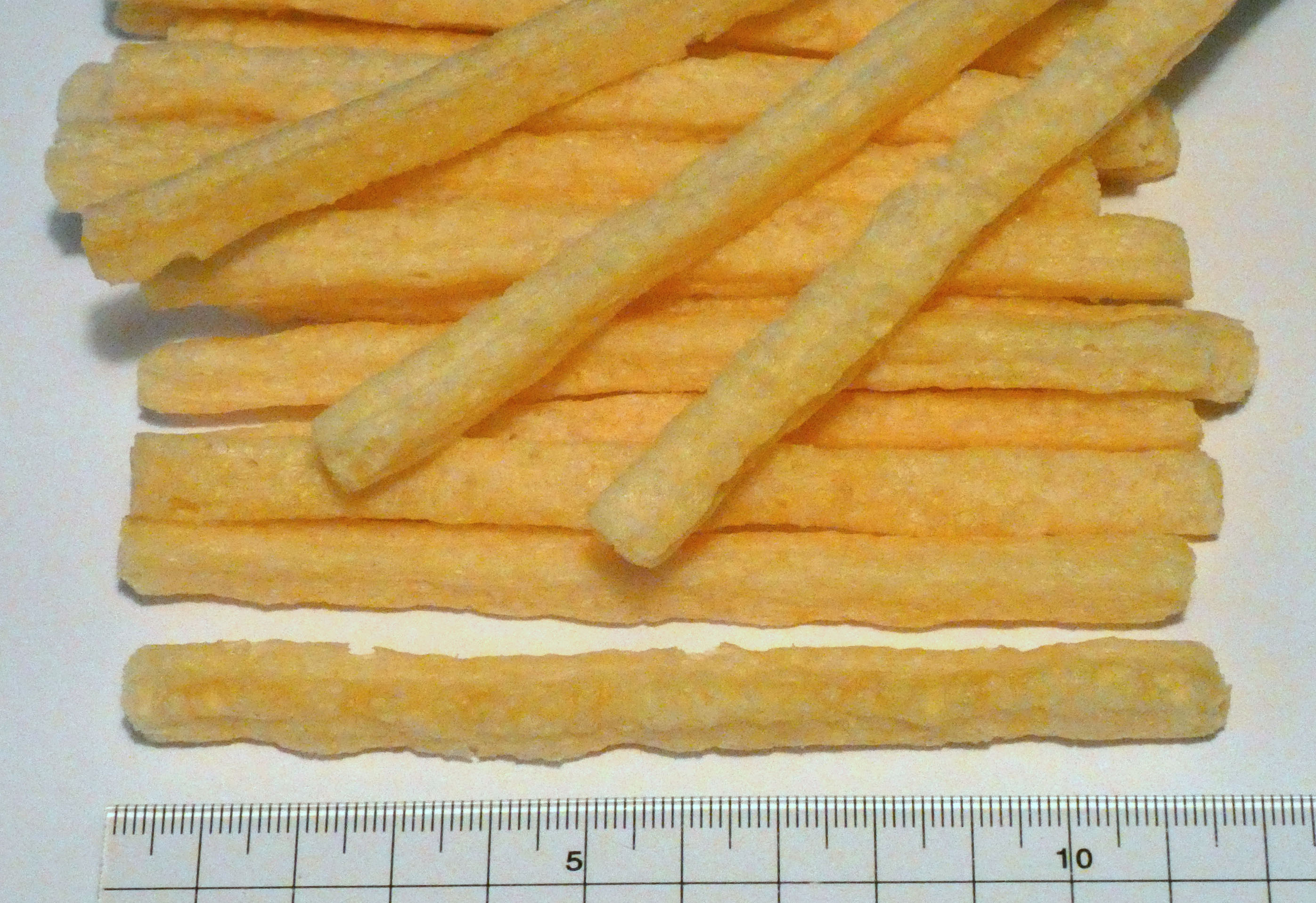

ポテロングとは、森永製菓が製造・発売しているスナック菓子である。

## 概要
1978年（昭和53年）に発売開始。13cm前後のスティック状の菓子が数十本箱に入っている。ザクザクした口当たりで、微量の塩が降りかかっており、ビールなどの酒のつまみとしても食べられている。ドラマなどでもポテロングが登場している。スタンダードな塩味の他にも様々な味がある。発売当初から、油で揚げていないノンフライ製法を採用している。
生産工場は、以前は森永製菓の関連企業である森永スナック食品が担当していたが、2019年12月に実施された森永スナック食品の閉鎖に伴い、2020年に小山工場へ移管された。
ジャガイモ以外を用いた姉妹商品として、コメロング、マメロング、トウモロングがあった。

## シリーズ商品
ポテロングには様々な種類の味がある。
- ポテロング - しお味（1978年3月）
- ポテロング ペッパーソーセージ味（1995年6月）
- ポテロング ジャーマンポテト味（2006年8月）
- ポテロング 旨みカレーあじ（2007年3月）
- ポテロング ブラックペッパー味（2007年8月）
- ポテロング ガーリックバター味（2007年11月）
- ポテロングZ わさび味 - KinKi Kidsの堂本光一がプレゼンした商品。（2007年12月）
- ポテロングZ カレー味 - CoCo壱番屋監修（2008年3月）
- ポテロング 海老チリ味（2008年6月）
- ポテロング ハバネロ味（2008年7月）
- ポテロングZ 豚のしょうが焼き味 - ケンタロウ監修。（2008年9月）
- ポテロングZ にんにく味 - キン肉マン監修（2008年12月）
- ポテロングZ カレー味 - 2度目のCoCo壱番屋監修、新たに「とび辛スパイス」を練りこんだ。（2009年3月）
- ポテロング チリトマト味（2009年8月）
- ポテロング　戦国風わさび味（2010年1月）
- ポテロング イタリアンポテト味（2010年5月）
- ポテロング イタリアンピザ味（2010年8月）
- ポテロング ゆず胡椒味（2010年12月）
- ポテロング わさび醤油味（2011年6月）
- ポテロング バター醤油味（2012年2月）
- ポテロング 明太バター味（2012年9月）
- ポテロング ベーコンペッパー味（2012年12月）
- ポテロング ねぎ塩カルビ味（2013年7月）
- ポテロング わさびぽん酢（2013年9月）
- ポテロング ホタテバター醤油味（2014年3月）
- ポテロング 手羽先味（2014年6月）
- ポテロング わさび味（2014年7月）- 前述のポテロングZ わさび味とは別物。安曇野産粉末わさびを使用。
- ポテロング フランクフルトマスタード味（2014年12月）
- オニポテロング（2015年2月）
- ポテロング 嵐げんこつらあめんBLACK味（2015年7月）
- ポテロング のり塩味（2015年9月）
- ポテロング じゃがバター醤油（2016年3月）

## CM出演した人物
- 江角マキコ（1999年）